# Център „Ана Фройд“
Центърът „Ана Фройд“ (бивша клиника „Хамстед“) е терапевтична и изследователска институция в Лондон в структурата на Университетски колеж Лондон, предлагаща психиатрично лечение за семейства и деца, особено за деца с увреждания.
Основан е през 1952 г. от Ана Фройд, Дороти Бърлингам и Хелън Рос. През 1982 г., след смъртта на основателката му Ана Фройд, името му става Център „Ана Фройд“.